# Mycetophagus quadriguttatus
Mycetophagus quadriguttatus is een keversoort uit de familie boomzwamkevers (Mycetophagidae). De wetenschappelijke naam van de soort werd in 1821 gepubliceerd door Müller.